# Färs domsagas valkrets
Färs domsagas valkrets (fram till 1876 kallad Färs härads valkrets) var i riksdagsvalen till andra kammaren 1866–1908 en egen valkrets med ett mandat. Valkretsen, vars gränser motsvarade Färs härad, avskaffades vid införandet av proportionellt valsystem i valet 1911, då området gick upp i Malmöhus läns södra valkrets.

## Riksdagsmän
- Nils Witthoff (1867–1869)
- Jöns Andersson, lmp (1870–1875)
- Mårten Trulsson (1876–1878)
- Alfred Piper, lmp (1879–1881)
- Mårten Trulsson (1882–första riksmötet 1887)
- Nils Nilsson, lmp 1887, gamla lmp 1888–1894, lmp 1895–1905, nfr 1906–1911 (andra riksmötet 1887–1911)

## Valresultat

### 1896
| Andrakammarvalet i Sverige 1896: Färs domsagas valkrets | Andrakammarvalet i Sverige 1896: Färs domsagas valkrets | Andrakammarvalet i Sverige 1896: Färs domsagas valkrets | Andrakammarvalet i Sverige 1896: Färs domsagas valkrets | Andrakammarvalet i Sverige 1896: Färs domsagas valkrets |
| Kandidat                                                | Kandidat                                                | Röster                                                  | Röster                                                  | Röster                                                  |
| Kandidat                                                | Kandidat                                                | Antal                                                   | %                                                       | +− %                                                    |
| ------------------------------------------------------- | ------------------------------------------------------- | ------------------------------------------------------- | ------------------------------------------------------- | ------------------------------------------------------- |
|                                                         | Nils Nilsson                                            | 535                                                     | 92,4                                                    |                                                         |
|                                                         | Närmaste kandidat                                       | 24                                                      | 4,1                                                     |                                                         |
|                                                         | Övriga kandidater                                       | 20                                                      | 3,5                                                     |                                                         |
| Antal giltiga röster                                    | Antal giltiga röster                                    | 579                                                     |                                                         |                                                         |
| Kasserade röster                                        | Kasserade röster                                        | 17                                                      |                                                         |                                                         |
| Totalt                                                  | Totalt                                                  | 596                                                     |                                                         |                                                         |

- Valdeltagandet var 25,4%.

### 1899
| Andrakammarvalet i Sverige 1899: Färs domsagas valkrets | Andrakammarvalet i Sverige 1899: Färs domsagas valkrets | Andrakammarvalet i Sverige 1899: Färs domsagas valkrets | Andrakammarvalet i Sverige 1899: Färs domsagas valkrets | Andrakammarvalet i Sverige 1899: Färs domsagas valkrets |
| Kandidat                                                | Kandidat                                                | Röster                                                  | Röster                                                  | Röster                                                  |
| Kandidat                                                | Kandidat                                                | Antal                                                   | %                                                       | +− %                                                    |
| ------------------------------------------------------- | ------------------------------------------------------- | ------------------------------------------------------- | ------------------------------------------------------- | ------------------------------------------------------- |
|                                                         | Nils Nilsson                                            | 443                                                     | 93,5                                                    | ▲1,1                                                    |
|                                                         | Närmaste kandidat                                       | 12                                                      | 2,5                                                     |                                                         |
|                                                         | Övriga kandidater                                       | 19                                                      | 4,0                                                     |                                                         |
| Antal giltiga röster                                    | Antal giltiga röster                                    | 474                                                     |                                                         |                                                         |
| Kasserade röster                                        | Kasserade röster                                        | 0                                                       |                                                         |                                                         |
| Totalt                                                  | Totalt                                                  | 474                                                     |                                                         |                                                         |

Valet ägde rum den 22 augusti 1899. Valdeltagandet var 19,2%.

### 1902
| Andrakammarvalet i Sverige 1902: Färs domsagas valkrets | Andrakammarvalet i Sverige 1902: Färs domsagas valkrets | Andrakammarvalet i Sverige 1902: Färs domsagas valkrets | Andrakammarvalet i Sverige 1902: Färs domsagas valkrets | Andrakammarvalet i Sverige 1902: Färs domsagas valkrets |
| Kandidat                                                | Kandidat                                                | Röster                                                  | Röster                                                  | Röster                                                  |
| Kandidat                                                | Kandidat                                                | Antal                                                   | %                                                       | +− %                                                    |
| ------------------------------------------------------- | ------------------------------------------------------- | ------------------------------------------------------- | ------------------------------------------------------- | ------------------------------------------------------- |
|                                                         | Nils Nilsson                                            | 425                                                     | 83,2                                                    | ▼10,3                                                   |
|                                                         | Närmaste kandidat                                       | 51                                                      | 10,0                                                    |                                                         |
|                                                         | Övriga kandidater                                       | 35                                                      | 6,8                                                     |                                                         |
| Antal giltiga röster                                    | Antal giltiga röster                                    | 511                                                     |                                                         |                                                         |
| Kasserade röster                                        | Kasserade röster                                        | 4                                                       |                                                         |                                                         |
| Totalt                                                  | Totalt                                                  | 515                                                     |                                                         |                                                         |

Valet ägde rum den 6 september 1902. Valdeltagandet var 20,4%.

### 1905
| Andrakammarvalet i Sverige 1905: Färs domsagas valkrets | Andrakammarvalet i Sverige 1905: Färs domsagas valkrets | Andrakammarvalet i Sverige 1905: Färs domsagas valkrets | Andrakammarvalet i Sverige 1905: Färs domsagas valkrets | Andrakammarvalet i Sverige 1905: Färs domsagas valkrets |
| Kandidat                                                | Kandidat                                                | Röster                                                  | Röster                                                  | Röster                                                  |
| Kandidat                                                | Kandidat                                                | Antal                                                   | %                                                       | +− %                                                    |
| ------------------------------------------------------- | ------------------------------------------------------- | ------------------------------------------------------- | ------------------------------------------------------- | ------------------------------------------------------- |
|                                                         | Nils Nilsson                                            | 296                                                     | 89,4                                                    | ▲6,2                                                    |
|                                                         | Närmaste kandidat                                       | 11                                                      | 3,3                                                     |                                                         |
|                                                         | Övriga kandidater                                       | 24                                                      | 7,3                                                     |                                                         |
| Antal giltiga röster                                    | Antal giltiga röster                                    | 331                                                     |                                                         |                                                         |
| Kasserade röster                                        | Kasserade röster                                        | 5                                                       |                                                         |                                                         |
| Totalt                                                  | Totalt                                                  | 336                                                     |                                                         |                                                         |

Valet ägde rum den 9 september 1905. Valdeltagandet var 12,7%.

### 1908
| Andrakammarvalet i Sverige 1908: Färs domsagas valkrets | Andrakammarvalet i Sverige 1908: Färs domsagas valkrets | Andrakammarvalet i Sverige 1908: Färs domsagas valkrets | Andrakammarvalet i Sverige 1908: Färs domsagas valkrets | Andrakammarvalet i Sverige 1908: Färs domsagas valkrets |
| Kandidat                                                | Kandidat                                                | Röster                                                  | Röster                                                  | Röster                                                  |
| Kandidat                                                | Kandidat                                                | Antal                                                   | %                                                       | +− %                                                    |
| ------------------------------------------------------- | ------------------------------------------------------- | ------------------------------------------------------- | ------------------------------------------------------- | ------------------------------------------------------- |
|                                                         | Nils Nilsson                                            | 544                                                     | 73,8                                                    | ▼15,6                                                   |
|                                                         | Otto Persson (frisinnad)                                | 150                                                     | 20,4                                                    |                                                         |
|                                                         | Övriga kandidater                                       | 43                                                      | 5,8                                                     |                                                         |
| Antal giltiga röster                                    | Antal giltiga röster                                    | 737                                                     |                                                         |                                                         |
| Kasserade röster                                        | Kasserade röster                                        | 13                                                      |                                                         |                                                         |
| Totalt                                                  | Totalt                                                  | 750                                                     |                                                         |                                                         |

Valet ägde rum den 6 september 1908. Valdeltagandet var 28,1%.